# اچ‌ام‌اس بولداگ (اچ۹۱)
اچ‌ام‌اس بولداگ (اچ۹۱) (به انگلیسی: HMS Bulldog (H91)) یک کشتی بود که طول آن ۳۲۳ فوت (۹۸ متر) بود. این کشتی در سال ۱۹۳۰ ساخته شد.